# BMP–2
A BMP–2 (oroszul: БМП – Боевая Машина Пехоты [Bojevaja masina Pehoti]; magyarul: gyalogsági harcjármű) második generációs szovjet gyalogsági harcjármű, melyet a BMP–1 utódaként fejlesztettek ki.

## Története
Az 1966-ban a Szovjetunióban rendszeresített, majd széles körben exportált, a maga korában újszerű konstrukciónak számító BMP–1-gyel az 1970-es évek helyi háborúiban (pl. az 1973-as jom kippuri háború) szerzett tapasztalatok azt mutatták, hogy a fegyverzete hamar elavult, sem a 2A28 Grom sima csövű ágyú, sem a 9M14 Maljutka páncéltörő rakéta nem volt hatékony. Ezért döntés született a Szovjetunióban a BMP–1 továbbfejlesztéséről. Ez elsősorban a harcjármű fegyverzetét érintette. Több prototípus készült a BMP–1 alapjain, közülük az 1974-ben megépített objekt 675 tervszámú prototípus lett a későbbi BMP–2. A tornyot megnövelték, a fő fegyverzetet 30 mm-es 2A42 típusú gépágyúra cserélték.
A BMP–2-t 1982-ben mutatták be a nyilvánosságnak és a BMP-1 kiegészítésére szánták. Páncélzata gyenge volt, viszont ezt kompenzálta jól döntött homlokpáncélja és alacsony sziluettje. Hátsó ajtói üregesek, és üzemanyagtartályként funkcionáltak, ami sebezhetővé tette a mellette ülő katonákat. A személyzet kényelmesnek nem nevezhető körülmények közt dolgozott, viszont a szállított katonák a jármű belsejéből is használhatták a fegyvereiket. A kétfős toronyban operált a lövegkezelő és a parancsnok. A 30 mm-es gépágyú elektromos csőemelése alkalmassá tette helikopterek és lassan repülő repülőgépek elleni harcra. A Szovjetunió a BMP–2-t is bevetette a Szovjetunió afganisztáni háborúja idején. A 2022-es ukrán megszállás alkalmával szeptember 25-ig bezárólag bizonyítottan legalább 490 darabot veszített belőle az orosz hadsereg. 